# Вільєль-де-Меса
Вільєль-де-Меса (ісп. Villel de Mesa) — муніципалітет в Іспанії, у складі автономної спільноти Кастилія-Ла-Манча, у провінції Гвадалахара. Населення — 169 осіб (2010).
Муніципалітет розташований на відстані близько 160 км на північний схід від Мадрида, 110 км на північний схід від Гвадалахари.

## Демографія
Динаміка населення (INE ):

## Галерея зображень

Розташування муніципалітету у провінції Гвадалахара